# Lomariopsis pittieri
Lomariopsis pittieri là một loài dương xỉ trong họ Lomariopsidaceae. Loài này được Christ in Pittier mô tả khoa học đầu tiên năm 1901.
Danh pháp khoa học của loài này chưa được làm sáng tỏ. 